# Матчи женской сборной России по волейболу 2001
В 2001 году женская сборная России по волейболу приняла участие в пяти официальных турнирах, проводимых под эгидой ФИВБ и ЕКВ.

## Турниры и матчи

### Отборочный турнир Гран-при 2001
| 8 июня. Карлсруэ (Германия). Россия — Италия 3:1 (25:17, 23:25, 25:21, 25:20). |
| ------------------------------------------------------------------------------ |

Россия: Поташова, Морозова, Шашкова, Е.Василевская, Гамова, Саргсян, А.Артамонова — либеро. Выход на замену: Тюрина, Сафронова, Грачёва, Плотникова, Сенникова.

Италия: ???
| 9 июня. Карлсруэ (Германия). Россия — Хорватия 3:0 (25:16, 25:16, 25:21). |
| ------------------------------------------------------------------------- |

Россия: Поташова, Морозова, Шашкова, Е.Василевская, Гамова, Саргсян, А.Артамонова — либеро. Выход на замену: Тюрина, Сафронова, Грачёва, Плотникова, Сенникова.

Хорватия: ???
| 10 июня. Карлсруэ (Германия). Россия — Германия 1:3 (25:21, 16:25, 23:25, 21:25). |
| --------------------------------------------------------------------------------- |

Россия: Поташова, Морозова, Шашкова, Е.Василевская, Гамова, Саргсян, А.Артамонова — либеро. Выход на замену: Тюрина, Сафронова, Грачёва, Плотникова, Сенникова.

Германия: ???
Несмотря на поражение в заключительном матче турнира от хозяек соревнований сборной Германии, сборная России заняла первое место и получила путёвку на Гран-при-2001.

### Отборочный турнир чемпионата мира 2002
| 22 июня. Новый Уренгой (Россия). Россия — Дания 3:0 (25:13, 25:21, 25:12). Группа «Н» |
| ------------------------------------------------------------------------------------- |

Россия: Поташова (5 очков), Морозова (17), Шашкова (16), Година (5), Е.Василевская, Саргсян (8), А.Артамонова — либеро. Выход на замену: Тебенихина (6), Тюрина (1), Сафронова (1).

Дания: ???
| 23 июня. Новый Уренгой (Россия). Россия — Украина 3:0 (25:19, 28:26, 25:16). Группа «Н» |
| --------------------------------------------------------------------------------------- |

Россия: Поташова (4), Морозова (12), Тюрина (10), Шашкова (15), Година (5), Е.Василевская (1), Тебенихина (3), А.Артамонова — либеро. Выход на замену: Грачёва (1), Саргсян (1), Плотникова (1).

Украина: ???
| 24 июня. Новый Уренгой (Россия). Россия — Австрия 3:0 (25:19, 25:12, 25:9). Группа «Н» |
| -------------------------------------------------------------------------------------- |

Россия: Тюрина (1), Шашкова (11), Сафронова (8), Е.Василевская (1), Саргсян (14), Тебенихина (9), А.Артамонова — либеро. Выход на замену: Плотникова (9), Грачёва (1).

Австрия: ???
Сборная России за явным преимуществом переиграла своих соперников по отборочному турниру и получила путёвку на чемпионат мира-2002.

### Гран-при
| 3 августа. Супханбури (Таиланд). Россия — Германия 3:0 (25:17, 25:18, 25:21). Предварительный этап. 1-й тур. Группа «А» |
| --- |

Россия: ???

Германия: ???
| 4 августа. Супханбури (Таиланд). Россия — Южная Корея 3:0 (25:23, 25:12, 25:13). Предварительный этап. 1-й тур. Группа «А» |
| --- |

Россия: ???

Южная Корея: ???
| 5 августа. Супханбури (Таиланд). Россия — США 0:3 (23:25, 23:25, 17:25). Предварительный этап. 1-й тур. Группа «А» |
| --- |

Россия: ???

США: ???
| 10 августа. Фэншань (Тайвань). Россия — Южная Корея 3:0 (25:22, 25:23, 25:16). Предварительный этап. 2-й тур. Группа «D» |
| --- |

Россия: ???

Южная Корея: ???
| 11 августа. Фэншань (Тайвань). Россия — США 2:3 (20:25, 25:17, 22:25, 25:20, 13:15). Предварительный этап. 2-й тур. Группа «D» |
| --- |

Россия: ???

США: ???
| 12 августа. Фэншань (Тайвань). Россия — Куба 1:3 (25:16, 22:25, 24:26, 22:25). Предварительный этап. 2-й тур. Группа «D» |
| --- |

Россия: ???

Куба: ???
| 17 августа. Манила (Филиппины). Россия — Япония 3:1 (23:25, 25:22, 25:18, 33:31). Предварительный этап. 3-й тур. Группа «F» |
| --- |

Россия: Шашкова (27), Е.Артамонова (14), Тищенко (20), Е.Василевская, Гамова (9), Саргсян (10, Морозова — либеро. Выход на замену: Година (3).

Япония: ???
| 18 августа. Манила (Филиппины). Россия — Южная Корея 3:0 (25:21, 25:14, 25:15). Предварительный этап. 3-й тур. Группа «F» |
| --- |

Россия: Шашкова (19), Е.Артамонова (15), Тищенко (11), Е.Василевская, Гамова (9), Плотникова (5), Морозова — либеро. Выход на замену: Тюрина (1), Грачёва (1).

Южная Корея: ???
| 19 августа. Манила (Филиппины). Россия — Бразилия 2:3 (25:15, 22:25, 22:25, 25:22, 11:15). Предварительный этап. 3-й тур. Группа «F» |
| --- |

Россия: Шашкова (28), Е.Артамонова (14), Тищенко (13), Василевская, Саргсян (4), Плотникова (8), Тюрина — либеро. Выход на замену: Година (8), Гамова (1), Поташова, Грачёва.

Бразилия: ???
| 22 августа. Макао (Китай). Россия — Япония 3:2 (25:22, 25:14, 19:25, 21:25, 15:7). Финальный этап. Групповой раунд. Группа «G» |
| --- |

Россия: Шашкова, Е.Артамонова, Тищенко, Василевская, Гамова, Саргсян, Морозова — либеро. Выход на замену: Грачёва, Тюрина, …

Япония: ???
| 23 августа. Макао (Китай). Россия — Германия 3:0 (25:15, 25:16, 25:13). Финальный этап. Групповой раунд. Группа «G» |
| --- |

Россия: ???

Германия: ???
| 24 августа. Макао (Китай). Россия — Китай 3:1 (25:20, 25:22, 23:25, 25:18). Финальный этап. Групповой раунд. Группа «G» |
| --- |

Россия: ???

Китай: ???
| 25 августа. Макао (Китай). Россия — США 2:3 (22:25, 26:28, 25:21, 27:25, 9:15). Финальный этап. Полуфинал |
| --- |

Россия: ???

США: ???
| 26 августа. Макао (Китай). Россия — Куба 3:0 (25:18, 25:11, 25:20). Финальный этап. Матч за 3-е место |
| --- |

Россия: ???

Куба: ???
На предварительной стадии Гран-при сборная России заняла 4-е место и вышла в финальный этап, где 6 команд играли по двухступенчатой формуле. Российские волейболистки первенствовали в своей группе и вышли в полуфинал, где проиграли в упорной борьбе американкам. В матче за 3-е место сборная России не оставила шансов команде Кубы и выиграла бронзовые медали розыгрыша.

### Чемпионат Европы
| 22 сентября. Варна (Болгария). Россия — Франция 3:0 (25:23, 25:22, 25:16). Предварительный этап. Группа «А» |
| --- |

Россия: ???

Франция: ???
| 23 сентября. Варна (Болгария). Россия — Греция 3:0 (25:23, 25:20, 25:19). Предварительный этап. Группа «А» |
| --- |

Россия: ???

Греция: ???
| 24 сентября. Варна (Болгария). Россия — Чехия 3:0 (25:12, 25:15, 25:13). Предварительный этап. Группа «А» |
| --- |

Россия: ???

Чехия: ???
| 26 сентября. Варна (Болгария). Россия — Румыния 3:0 (25:17, 25:13, 25:10). Предварительный этап. Группа «А» |
| --- |

Россия: ???

Румыния: ???
| 27 сентября. Варна (Болгария). Россия — Болгария 3:0 (25:22, 25:16, 25:12). Предварительный этап. Группа «А» |
| --- |

Россия: ???

Болгария: ???
| 29 сентября. Рим (Италия). Россия — Украина 3:0 (25:18, 25:19, 25:17). Полуфинал |
| -------------------------------------------------------------------------------- |

Россия: ???

Украина: ???
| 30 сентября. Рим (Италия). Россия — Италия 3:2 (21:25, 25:23, 25:23, 18:25, 15:6). Финал |
| ---------------------------------------------------------------------------------------- |

Россия: Морозова (5), Шашкова (22), Година (16), Е.Артамонова (13), Тищенко (17), Е.Василевская (1), Тюрина — либеро. Выход на замену: Гамова, Грачёва, Саргсян, Плотникова, Поташова

Италия: ???
В 3-й раз подряд российская сборная выиграла золотые награды европейского первенства. Первое серьёзное сопротивление волейболистки России встретили только в финальном матче со стороны сборной Италии. Лишь в 5-й партии после серии подач Евгении Артамоновой (6 подряд очков в этом компоненте в начале сета) итальянки фактически прекратили борьбу. Пятикратными чемпионками Европы стали Елена Батухтина и Наталья Морозова (с учётом титулов, выигранных в составе сборной СССР), четырёхкратными — Евгения Артамонова и Елизавета Тищенко, трёхкратными — Татьяна Грачёва, Елена Година и Елена Василевская, двукратными — Инесса Саргсян, Любовь Шашкова, Елена Плотникова и Екатерина Гамова.

### Всемирный Кубок чемпионов
| 13 ноября. Сайтама (Япония). Россия — Китай 1:3 (35:33, 21:25, 19:25, 25:27). |
| ----------------------------------------------------------------------------- |

Россия: Морозова (11), Година (11), Е.Артамонова (20), Тищенко (18), Гамова (24), Грачёва (2), Тюрина — либеро. Выход на замену: Сафронова, Плотникова.

Китай: Ян Хао, Чжоу Сухун, Чжао Жуйжуй, Фэн Кунь, Чжан Цзин, Чэнь Цзин, Сюн Цзы — либеро. Выход на замену: Лю Янань, Ли Шань.
| 14 ноября. Сайтама (Япония). Россия — Бразилия 3:2 (21:25, 25:20, 28:30, 25:16, 15:10). |
| --------------------------------------------------------------------------------------- |

Россия: Морозова (12), Година (3), Е.Артамонова (23), Тищенко (21), Гамова (18), Грачёва (4), Тюрина — либеро. Выход на замену: Сафронова, Плотникова (1), Гурьева (3).

Бразилия: Жизель, Вирна, Флавия, Эрика, Ракел, Карин, Фаби — либеро. Выход на замену: Кели, Элизанжела, Фернанда Довал.
| 16 ноября. Токио (Япония). Россия — США 1:3 (25:18, 22:25, 20:25, 27:29). |
| ------------------------------------------------------------------------- |

Россия: Морозова (6), Година (4), Е.Артамонова (18), Тищенко (17), Гамова (24), Грачёва (1), Тюрина — либеро. Выход на замену: Плотникова, Гурьева (2), Беликова.

США: Скотт, А Моу, Кроуфорд, Боун, Норьега, Кросс-Бэттл, Сикора — либеро. Выход на замену: Робертс, Бэчмэн, Брэнах.
| 17 ноября. Саппоро (Япония). Россия — Япония 3:0 (25:17, 25:23, 25:13). |
| ----------------------------------------------------------------------- |

Россия: Морозова (3), Беликова (2), Е.Артамонова (21), Тищенко (7), Гамова (25), Грачёва (5), Тюрина — либеро. Выход на замену: Година (2), Сафронова, Плотникова, Чуканова.

Япония: Такэсита, Отомо, Такахаси, Танака, Сугияма, Кумамаэ, Сакураи — либеро. Выход на замену: Хораи, Кавамура, Онуки.
| 18 ноября. Саппоро (Япония). Россия — Южная Корея 3:0 (25:14, 25:18, 25:14). |
| ---------------------------------------------------------------------------- |

Россия: Морозова (5), Беликова, Е.Артамонова (17), Тищенко (17), Гамова (11), Грачёва (3), Тюрина — либеро. Выход на замену: Година (9), Плотникова (1), Сафронова, Чуканова.

Южная Корея: Ким Ги Хён, Ким Ми Чжин, Ян Сук Гён, Пак Ми Гён, Чжун Дэ Ён, Чхве Гван Хи, Гу Ки Лан — либеро. Выход на замену: Чжун Сон Хе, Ким Чжин И.
3-й розыгрыш Всемирного Кубка чемпионов как и ранее проводился по круговой системе с участием 6 сборных — четырёх победителей континентальных чемпионатов, а также хозяек соревнований сборной Японии и приглашённой команды Южной Кореи. Несмотря на два поражения в первых трёх турах, чемпион Европы-2001 сборная России смогла в итоге занять 2-е призовое место.

## Итоги
Всего на счету сборной России в 2001 году 32 официальных матча. Из них выиграно 24, проиграно 8. Соотношение партий 82:33. Соперниками россиянок в этих матчах были национальные сборные 17 стран.
| Турнир                                 | И  | В | П | С/О   | Место |
| -------------------------------------- | -- | - | - | ----- | ----- |
| Отборочный турнир Гран-при 2001        | 3  | 2 | 1 | 7:4   | 1-е   |
| Отборочный турнир чемпионата мира 2002 | 3  | 3 | 0 | 9:0   | 1-е   |
| Гран-при                               | 14 | 9 | 5 | 34:19 | 3-е   |
| Чемпионат Европы                       | 7  | 7 | 0 | 21:2  | 1-е   |
| Всемирный Кубок чемпионов              | 5  | 3 | 2 | 11:8  | 2-е   |

## Состав
В скобках после количество игр указано число матчей, проведённых волейболисткой в стартовом составе + в качестве либеро.
| №  | Игрок                    | Год рождения | Амплуа                          | Клуб                     | Турниры и игры | Турниры и игры | Турниры и игры | Турниры и игры | Турниры и игры | Всего матчей |
| №  | Игрок                    | Год рождения | Амплуа                          | Клуб                     | ОГП            | ОЧМ            | ГП             | ЧЕ             | ВКЧ            | Всего матчей |
| -- | ------------------------ | ------------ | ------------------------------- | ------------------------ | -------------- | -------------- | -------------- | -------------- | -------------- | ------------ |
| 1  | Ольга Поташова           | 1976         | нападающая                      | «Капо Суд»               | 3 (3)          | 2 (2)          | 4              |                |                | 9 (5)        |
| 2  | Наталья Морозова         | 1973         | центральная, либеро, нападающая | «Уралочка»               | 3 (3)          | 2 (2)          | 13 (?+?)       | 7 (?)          | 5 (5)          | 30 (?+?)     |
| 3  | Анастасия Беликова       | 1979         | центральная                     | «Уралочка»               |                |                | 1              |                | 3 (2)          | 4 (2)        |
| 4  | Елена Тюрина (Батухтина) | 1971         | нападающая, либеро              | «Капо Суд»               | 3              | 3 (2)          | 14 (?+?)       | 7 (0+7)        | 5 (0+5)        | 32 (?+?)     |
| 5  | Любовь Шашкова           | 1977         | нападающая                      | «Эджзачибаши»            | 3 (3)          | 3 (3)          | 14 (?)         | 7 (?)          |                | 27 (?)       |
| 6  | Елена Година             | 1977         | нападающая, центральная         | «Уралочка» «Эджзачибаши» |                | 1 (1)          | 14 (?)         | 7 (?)          | 5 (3)          | 27 (?)       |
| 7  | Наталья Сафронова        | 1979         | нападающая                      | «Уралочка»               | 3              | 2 (1)          |                |                | 4              | 9 (1)        |
| 8  | Евгения Артамонова       | 1975         | нападающая                      | «Уралочка»               |                |                | 14 (?)         | 7 (?)          | 5 (5)          | 26 (?)       |
| 9  | Елизавета Тищенко        | 1975         | центральная                     | «Уралочка»               |                |                | 14 (?)         | 7 (?)          | 5 (5)          | 26 (?)       |
| 10 | Елена Василевская        | 1978         | связующая                       | «Уралочка»               | 3 (3)          | 3 (3)          | 14 (?)         | 7 (?)          |                | 27 (?)       |
| 11 | Екатерина Гамова         | 1980         | нападающая                      | «Уралочка»               | 3 (3)          |                | 10 (?)         | 6 (?)          | 5 (5)          | 24 (?)       |
| 12 | Татьяна Грачёва          | 1973         | связующая                       | «Уралочка» «Эджзачибаши» | 3              | 2              | 9              | 4              | 5 (5)          | 23 (5)       |
| 13 | Инесса Саргсян           | 1975         | центральная                     | «Азеррейл»               | 3 (3)          | 3 (2)          | 8 (?)          | 5 (?)          |                | 19 (?)       |
| 14 | Елена Плотникова         | 1978         | нападающая                      | «Уралочка»               | 3              | 2              | 14 (?)         | 7 (?)          | 5              | 31 (?)       |
| 15 | Анжела Гурьева           | 1980         | центральная                     | «Уралочка»               |                |                |                |                | 2              | 2            |
| 16 | Елена Сенникова          | 1979         | нападающая                      | «Уралочка»               | 3              |                |                |                |                | 3            |
| 17 | Ольга Чуканова           | 1980         | связующая                       | «Уралочка»               |                |                |                |                | 2              | 2            |
| 17 | Ирина Тебенихина         | 1978         | центральная                     | «Уралочка»               |                | 3 (2)          |                |                |                | 3 (2)        |
| 18 | Анна Артамонова          | 1980         | либеро                          | «Уралочка»               | 3 (0+3)        | 3 (0+3)        |                |                |                | 6 (0+6)      |

- Главный тренер — Николай Карполь.
- Тренер — Валентина Огиенко.

Всего в 2001 году в составе сборной России в официальных турнирах играло 19 волейболисток.

## Другие турниры
Кроме официальных соревнований сборная России приняла участие двух международных турнирах — Bremen Cup в Бремене (Германия) и Volley Masters в Монтрё (Швейцария). Результаты сборной России:
- Bremen Cup. январь.  Бремен

Доминиканская Республика 3:0, Польша 3:1, Германия 3:1. Итог — 1-е место.
- Volley Masters. 12—17 июня.  Монтрё

Групповой этап — Япония 3:0, США 2:3, Италия 3:0.
Полуфинал — Китай 3:0. Финал — Куба 1:3. Итог — 2-е место.